# Pleuró (mitologia)
Segons la mitologia grega, Pleuró (en grec antic Πλευρών), va ser un fill d'Etol, rei d'Etòlia, i de Prònoe, i germà de Calidó.
Epònim de la ciutat de Pleuró, a l'Etòlia, es va casar amb Xantipe, una filla de l'heroi Doros, consagrant així el parentiu entre els etolis i els doris. Se li atribueix la paternitat d'Agènor, Estèrope, Estratonice i Laofonte. Una altra tradició atribuïa a Pleuró dos fills, Cures i Calidó.
Pleuró era besavi de Leda, i per això tenia un santuari a Esparta.